# Batalla de Pavía (1431)
La batalla de Pavía forma parte de las Guerras de Lombardía. Se produjo el 22 de mayo de 1431, sobre el río Tesino, cerca de Pavía. La batalla se libró entre las 85 galeras que la República de Venecia, envió a Cremona para apoyar al ejército del Conde de Carmagnola, y un número algo superior de las galeras enviadas por el Ducado de Milán. Los venecianos fueron comandados por Niccolò Trevisani, mientras que los milaneses por Paccino Eustacchio. 
La batalla tuvo como resultado la derrota de los venecianos, que no pudieron ser ayudados por el ejército de Carmagnola sobre el terreno, con una pérdida de cerca de 2.500 hombres, 28 galeras y 42 navíos de transporte.